# خوان ياسر سيرانو
خوان ياسر سيرانو هو لاعب كرة قاعدة كوبي، ولد في 3 مارس 1988 في مقاطعة فيلا كلارا في كوبا.

## وصلات خارجية
- خوان ياسر سيرانو على موقعبيزبول رفرنس.كوم (الدوري الثانوي) (الإنجليزية)